# 埃本斯豪森
埃本斯豪森（德語：Ebenshausen，發音：[eːbn̩sˈhaʊzn̩]）是德国图林根州瓦特堡县曾经的一个市镇，面积2.62平方千米，2017年12月31日人口为289人。2019年12月31日，埃本斯豪森与另外2个市镇合并为新市镇阿姆特克罗伊茨堡。